# 团结 (杂志)
《团结》（荷蘭語：Solidair）是比利时的一份社会主义杂志，创刊于1970年，创办者是“一切权力归工人”党，现由“一切权力归工人”党的继承者比利时工人党发行。最初为三周刊，后多次变化，2014年2月起改为电子月刊，有荷兰语和法语两种版本。现任总编辑是迈克尔·韦伯豪德。
每年9月，《团结》杂志社与“医学为人民”组织在比利时海岸举办为期两天的“宣言节”。